# 紅花 (飲食業)
株式会社紅花（べにはな）は、東京都中央区に本社を置く飲食業を営む企業。

## 沿革
- 1937年（昭和12年）10月 - 俳優・タップダンサーの青木湯之助（芸名、郷宏之）が日本橋にジャズ喫茶エリントンを開業する。
- 1943年（昭和18年）春 - エリントンの隣にお汁粉屋日本ばしを開業する。
- 1945年（昭和20年）10月 - 空襲により焼失した跡地にお汁粉屋紅花を開業する。紅花という名前は妻のかつにより、戦後の焼け野原に咲いた一輪の紅い花に夢をたくしてそう名付けられた。
- 1947年（昭和22年）11月- 店舗を改装し珈琲専門店紅花として新装オープン。
- 1950年（昭和25年）5月 - 株式会社紅花を設立。
- 1950年（昭和25年）10月 - 店舗の2階を改装してレストランを始める。
- 1953年（昭和28年）2月 - 日本橋2丁目（旧加藤ビル地階）に支店（のちに紅花二丁目店に改称）を開店。何度かの業態変更を経て2018年10月に紅花グリルを開店。
- 1955年（昭和30年）10月 - バーベキューの店バーベキュー紅花を本店近くに開業。バーベキュー紅花は1962年11月に増築し、1階を鉄板焼き、2階を洋食とし紅花別館と改称。
- 1956年（昭和31年）12月 - 銀座6丁目に紅花銀座店を開店。2004年にはテナントビルAOKIタワーとして生まれ変わる。
- 1964年（昭和39年） 4月- 青木湯之助と妻かつ、ロッキー青木ら4人の息子達と共に力を併せ、「BENIHANA OF TOKYO」第1号店をニューヨークのマンハッタン西56丁目に開業する。以降、アメリカで鉄板焼きチェーン「BENIHANA」を成功させる。

## 店舗

### 鉄板焼き 紅花別館
```
所在地：東京都中央区日本橋1-2-15 1F
```

### レストラン 紅花別館
```
所在地：東京都中央区日本橋1-2-15 2F
```

## 不動産
- 紅花ビル
- AOKIタワー